# 分岐 (力学系)
分岐（ぶんき、英: bifurcation）は、力学系においてパラメータの小さな変化により、系の質的または位相(topology)的な変化を意味する。分岐は微分方程式で表現される連続的な時間や、反復写像によりあらわされる離散的時間で起こる。
分岐の例として、ロジスティック写像がある。ロジスティック写像は、最初に一本の線からスタートし、パラメータを変化させていくと、ある点で二本に分岐し、さらにそれらがまた分岐し…を繰り返すことにより、カオス的振る舞いを見せる。

## 分岐の種類
- サドルノード分岐
- トランスクリティカル分岐
- ピッチフォーク分岐
- ホップ分岐
- 周期倍分岐
- 無限周期分岐
- ホモクリニック分岐
- ヘテロクリニック分岐

## 関連文献
- 桑村雅隆：「パターン形成と分岐理論：自発的パターン発生の力学系入門」、共立出版、ISBN 978-4-320-11004-5 (2015年1月10日).